# Herrarnas trampolin i gymnastik vid olympiska sommarspelen 2000
Herrarnas trampolin i gymnastik vid olympiska sommarspelen 2000 avgjordes den 23 september i Sydney SuperDome.

## Medaljörer
| Gren                | Guld                          | Silver                | Brons                  |
| Herrarnas trampolin | Alexander Moskalenko Ryssland | Ji Wallace Australien | Mathieu Turgeon Kanada |

## Resultat

### Kval
Tolv deltagare ställde upp i kvalomgången. De åtta främsta fick fortsätta till finalomgången.

### Final
| Placering | Gymnast                    | Polen | Brasilien | Danmark | Australien | Portugal | Svårighet | Totalt |
| --------- | -------------------------- | ----- | --------- | ------- | ---------- | -------- | --------- | ------ |
|           | Alexander Moskalenko (RUS) | 9.0   | 9.0       | 9.3     | 9.4        | 9.4      | 14.00     | 41.70  |
|           | Ji Wallace (AUS)           | 8.5   | 8.7       | 8.3     | 8.4        | 8.4      | 14.00     | 39.30  |
|           | Mathieu Turgeon (CAN)      | 8.3   | 8.2       | 8.4     | 8.5        | 8.4      | 14.00     | 39.10  |
| 4         | David Martin (FRA)         | 8.8   | 8.8       | 8.9     | 9.1        | 9.1      | 12.00     | 38.80  |
| 5         | Dimitri Poljarusj (BLR)    | 8.4   | 8.4       | 8.6     | 8.4        | 8.5      | 12.80     | 38.10  |
| 6         | Lee Brearley (GBR)         | 8.4   | 8.5       | 8.3     | 8.3        | 8.4      | 12.80     | 37.90  |
| 7         | Alan Villafuerte (NED)     | 5.6   | 5.5       | 5.5     | 5.6        | 5.7      | 10.90     | 27.60  |
| 8         | Olexander Tjernonos (UKR)  | 1.5   | 1.6       | 1.5     | 1.5        | 1.5      | 3.00      | 7.50   |